# Vuelta a Castilla y León 2015
La 30.ª edición de la Vuelta a Castilla y León (llamado oficialmente: XXX Vuelta Ciclista a Castilla y León) fue una carrera de ciclismo en ruta por etapas que se celebró entre el 17 y el 19 de abril de 2015 en España con inicio en el municipio de Ávila y final en el municipio de Lubián sobre un recorrido de 534,6 kilómetros.
La carrera fue parte del UCI Europe Tour 2015, dentro de la categoría UCI 2.1

## Recorrido
La Vuelta a Castilla y León dispuso de tres etapas para un recorrido total de 534,6 kilómetros.
| Etapa     | Fecha     | Recorrido                    | type                   | Distancia (km) | Ganador        | Líder          |
| --------- | --------- | ---------------------------- | ---------------------- | -------------- | -------------- | -------------- |
| 1.ª etapa | 17 de abr | Ávila – Alba de Tormes       | etapa escarpada        | 147,4          | Pello Bilbao   | Pello Bilbao   |
| 2.ª etapa | 18 de abr | Guarda – Fuentes de Oñoro    | etapa de media montaña | 208            | Serguéi Shílov | Carlos Barbero |
| 3.ª etapa | 19 de abr | provincia de Zamora – Lubián | etapa escarpada        | 179,2          | Pierre Rolland | Pierre Rolland |

## Clasificaciones finales
- Las clasificaciones finalizaron de la siguiente forma:[2]

### Clasificación general
| \| Clasificación general \| Clasificación general \| Clasificación general \| Clasificación general \| Clasificación general \| \| Ciclista \| Ciclista \| Equipo \| Tiempo \| \| \| --------------------- \| --------------------- \| ---------------------- \| --------------------- \| --------------------- \| \| 1.º \| Pierre Rolland \| Team Europcar \| 13 h 18 min 36 s \| \| \| 2.º \| Beñat Intxausti \| Movistar Team \| + 16 s \| \| \| 3.º \| Igor Antón \| Movistar Team \| + 24 s \| \| \| 4.º \| Pello Bilbao \| Caja Rural-Seguros RGA \| + 47 s \| \| \| 5.º \| Delio Fernández \| W52-Quinta da Lixa \| + 57 s \| \| \| 6.º \| Romain Sicard \| Team Europcar \| + 57 s \| \| \| 7.º \| Javi Moreno Bazán \| Movistar Team \| + 1 min 07 s \| \| \| 8.º \| Rodolfo Torres \| Colombia \| + 1 min 27 s \| \| \| 9.º \| Alejandro Marque \| Efapel \| + 1 min 39 s \| \| \| 10.º \| Paco Mancebo \| Skydive Dubai \| + 1 min 49 s \| \| |                   |                        |                  |
| |                   |                        |                  |
| Fuente: ProCyclingStats |                   |                        |                  |
| Clasificación general |                   |                        |                  |
| Ciclista | Ciclista          | Equipo                 | Tiempo           |
| 1.º | Pierre Rolland    | Team Europcar          | 13 h 18 min 36 s |
| 2.º | Beñat Intxausti   | Movistar Team          | + 16 s           |
| 3.º | Igor Antón        | Movistar Team          | + 24 s           |
| 4.º | Pello Bilbao      | Caja Rural-Seguros RGA | + 47 s           |
| 5.º | Delio Fernández   | W52-Quinta da Lixa     | + 57 s           |
| 6.º | Romain Sicard     | Team Europcar          | + 57 s           |
| 7.º | Javi Moreno Bazán | Movistar Team          | + 1 min 07 s     |
| 8.º | Rodolfo Torres    | Colombia               | + 1 min 27 s     |
| 9.º | Alejandro Marque  | Efapel                 | + 1 min 39 s     |
| 10.º | Paco Mancebo      | Skydive Dubai          | + 1 min 49 s     |